# Roderich (Württemberg-Weiltingen)
Roderich von Württemberg-Weiltingen (* 19. Oktober 1618 in Stuttgart; † 19. November 1651 in Weiltingen) war Herzog von Württemberg-Weiltingen. Während des Dreißigjährigen Krieges lebte er heimatlos und verarmt überwiegend in Frankreich und verdingte sich zeitweise in französischen, venezianischen und päpstlichen Kriegsdiensten.  

## Leben
Roderich war der älteste Sohn des Herzogs Julius Friedrich von Württemberg-Weiltingen und dessen Gemahlin Anna Sabina von Schleswig-Holstein-Sonderburg (1593–1659). Roderich wuchs bei seinen Eltern in Weiltingen und Brenz an der Brenz auf. Da sein Vater 1631 die Regentschaft für den minderjährigen Herzog Eberhard III. von Württemberg übernahm, kam Roderich mit den Eltern nach Stuttgart und brach im Frühjahr 1634 zu seiner Kavalierstour nach Paris auf. Wegen der für Württemberg verlorenen Schlacht bei Nördlingen, die der Regentschaft seines Vaters angelastet wurde, war der junge Prinz seither mittellos. Die Residenz Weiltingen seines nach Straßburg geflohenen Vaters, der 1635 dort im Exil verstarb, war nun bis zum Ende des Krieges nicht mehr nutzbar. Deshalb trat Roderich in die französische Armee ein und kämpfte zeitweise in der Picardie und in Burgund. Von 1635 bis 1638 war er Kriegsgefangener der kaiserlichen Besatzung auf der Burg Landskron, ehe er im Dezember 1638 von den durch Bernhard von Sachsen-Weimar angeführten protestantischen Truppen unter französischem Sold befreit wurde. Nach seiner französischen Dienstzeit war er für die Republik Venedig im Kampf gegen die Türken und ab 1645 in päpstlichem Armeedienst. Die Frage, ob er sich für eine Konversion zum Katholizismus entschieden hatte, ist zwar an verschiedenen Stellen in der Literatur bejaht worden, beruht aber auf keinen gesicherten Quellen. Bei den westfälischen Friedensverhandlungen in Münster und Osnabrück wollte er 1648 Teile des Herzogtums Württemberg erhalten, wurde jedoch mit diesem Ansinnen direkt an Herzog Eberhard III. nach Stuttgart verwiesen. Am 31. Januar 1650 bekam er das von seinem Vater begründete Herzogtum Württemberg-Weiltingen als Apanage zugesprochen. Bereits im Herbst des folgenden Jahres ereilte ihn ein tödlicher Schlaganfall. Er wurde in der Peterskirche in Weiltingen beigesetzt. Nachfolger als Herzog von Württemberg-Weiltingen wurde sein Bruder Manfred.